# Margrethe Schall
Anna Margrethe Schall, född 1775, död 1852, var en dansk balettdansare.
Hon blev elev i Det Kongelige Teaters elevskola 1787 och blev en av de mer framstående dansarna i Vincenzo Galleiottis balettrupp. Hon omtalades inte för skönhet eller teknik utan för sin uttrycksfullhet, som gjorde henne perfekt för galeottistilens pjäsbaletter, sin snabbhet, och gjorde sig känd som en så kallad groteskdansare, en komiker. Hon blev solodansare 1798 och upplevde sin största succé 1802. Hon arbetade längre än de flesta dansare, ända fram till 1827. Hon var älskarinna till statsminister Fredrik Julius Kaas.  